# Jüdischer Friedhof (Burghaun)

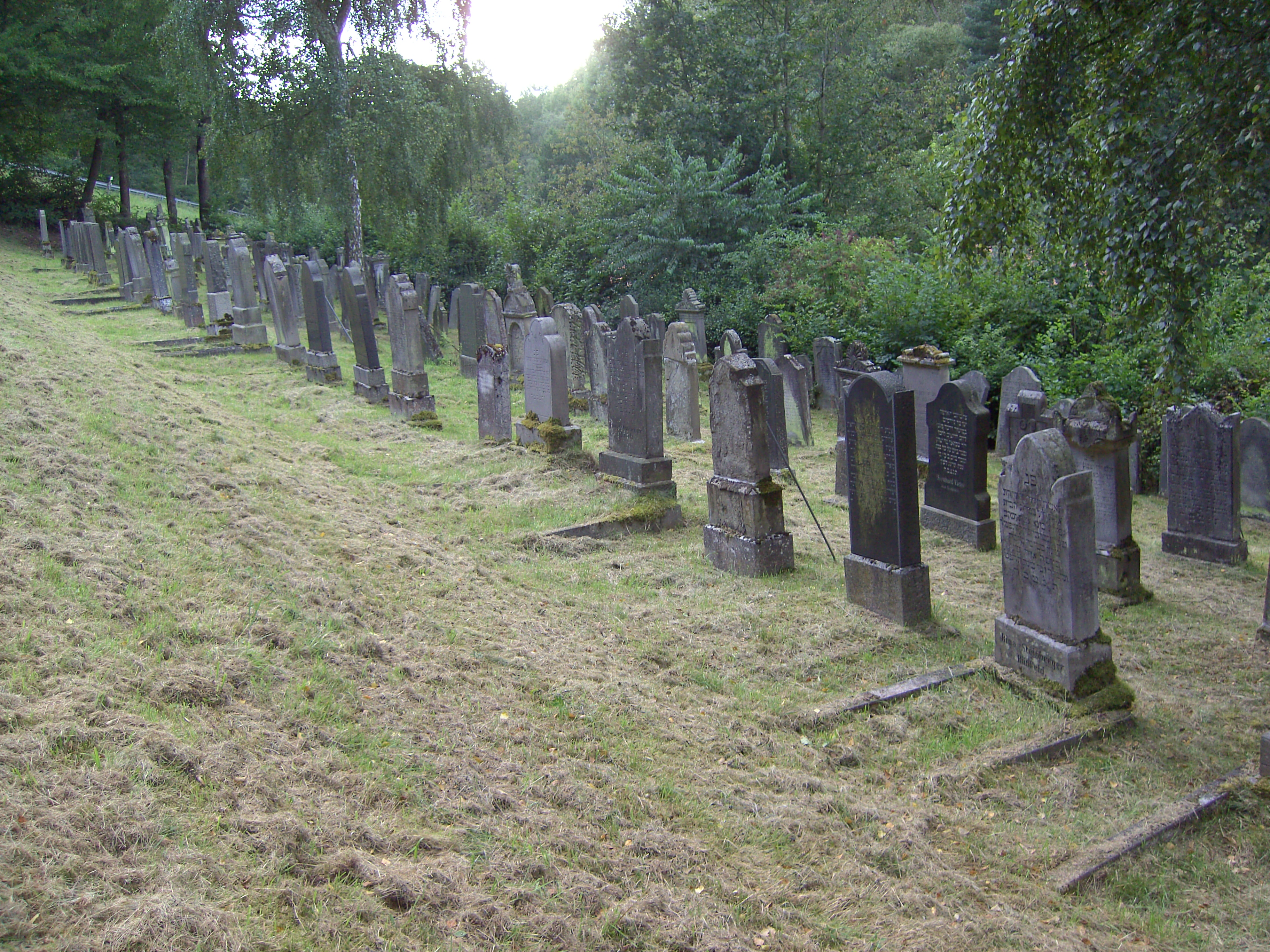
Jüdischer Friedhof Burghaun

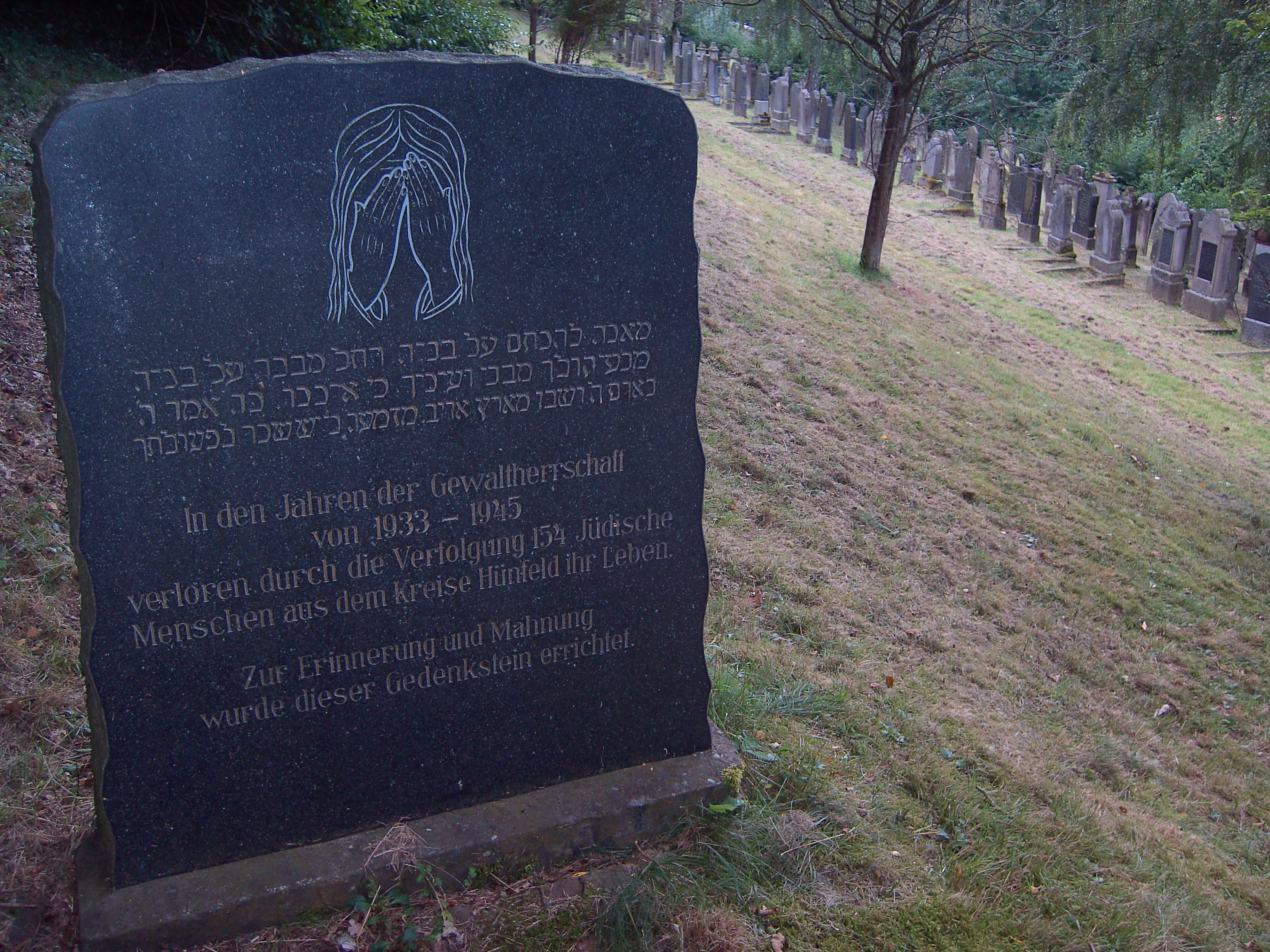
Gedenkstein auf dem jüdischen Friedhof in Burghaun

Der jüdische Friedhof in Burghaun, einer Gemeinde im Landkreis Fulda in Osthessen, ist ein geschütztes Kulturdenkmal. Er befindet sich im südlichen Ortsteil am Ende der Ringstraße.

## Geschichte
Der Ende des 17. Jahrhunderts entstandene jüdische Friedhof in Burghaun war ein jüdischer Verbandsfriedhof für die jüdischen Gemeinden im Altkreis Hünfeld, d. h. für Hünfeld, Mackenzell, Steinbach und andere Orte. Bis 1840 wurden hier auch Verstorbene aus Rothenkirchen beigesetzt. Um das Jahr 1840 legte die jüdische Gemeinde in Rhina den Jüdischen Friedhof Haunetal an.
Auf dem 93,86 Ar großen Friedhof befinden sich heute noch 705 Grabsteine (Mazewot). Die erste Bestattung ist für das Jahr 1690 nachgewiesen und die letzte fand 1941 statt.
Seit den 1960er Jahren ist auf Veranlassung des von überlebenden Juden gegründeten „Komitees zur Wiederherstellung des israelitischen Friedhofes in Burghaun“ ein Gedenkstein für die Opfer des Nationalsozialismus aufgestellt worden. Die Übersetzung der hebräischen Inschrift auf dem Stein stammt aus dem biblischen Buch Jeremia aus Kapitel 31. Die Verse 14 und 15 lauten:
Rachel weint um ihre Kinder, weigert sich, getröstet zu werden, denn ihre Kinder sind nicht da. So spricht der Herr: Wehre deiner Stimme das Weinen und dem Auge die Träne, denn dein Werk wird belohnt. Und sie werden heimkehren aus Feindesland.
Die deutsche Inschrift lautet:
In den Jahren der Gewaltherrschaft von 1933 bis 1945 verloren durch die Verfolgung 154 jüdische Menschen aus dem Kreise Hünfeld ihr Leben. Zur Erinnerung und Mahnung wurde dieser Gedenkstein errichtet.